# Altes Gefängnis (Lauffen am Neckar)

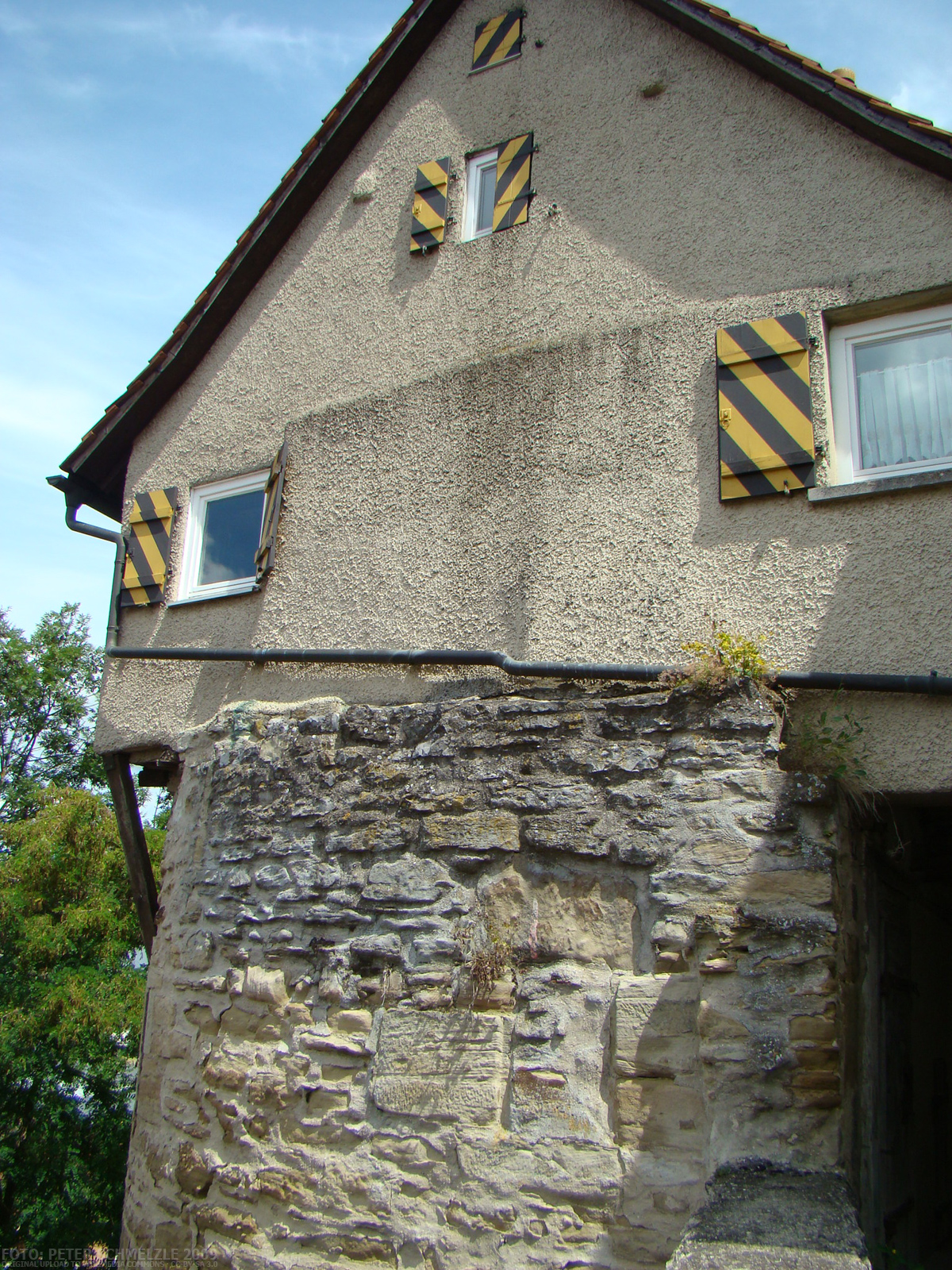
Altes Gefängnis in Lauffen am Neckar

Das Alte Gefängnis in Lauffen am Neckar im Landkreis Heilbronn im nördlichen Baden-Württemberg ist Teil der historischen Befestigungsanlage des Stadtteils Städtle. Auf den mittelalterlichen Rundturm wurde später ein Wohnhaus aufgebaut.

## Geschichte
Der Rundturm wurde vermutlich um 1274 mit der Stadtmauer um das Lauffener Städtle errichtet. Der untere Teil des Turmes besteht aus Muschelkalk, der obere Teil des Turmes, auch bedingt durch spätere Umbauten, aus Sandstein. Der Turm wurde bereits von jeher als Gefängnis benutzt und hatte im Lauf der Zeit verschiedene Bezeichnungen wie Engelhansen Turm, Gefängnisturm oder Bürgerturm. Er war einst von Zinnen bekrönt, die im 15. Jahrhundert zu Schießscharten umgebaut wurden. Später wurde dem Turm ein Wohnhäuschen aufgesetzt, wobei die beiden massiven Turmgeschosse Verwendung als Vorratskeller und Kleintierstall fanden. Das Objekt war bis 1998 bewohnt. Von 1999 an sanierte der Schwäbische Albverein das Gebäude und nutzt es seitdem als Vereinsheim.